# Operació Catalunya
L'Operació Catalunya va ser un entramat policial, judicial, mediàtic i polític per fabricar proves falses per tal d’incriminar a polítics representants del sobiranisme, mossos d'esquadra, empresaris, membres de la societat civil o, fins i tot, qualsevol membre sospitós de simpatitzar amb la causa del dret a decidir. Impulsat pel govern del PP de Mariano Rajoy, el seu objectiu era desacreditar i enfonsar el procés independentista català mitjançant accions fora de la legalitat, com investigacions prospectives, creació i filtració d'informes policials sense base jurídica i la manipulació de l'opinió pública.
Els fets van tenir lloc entre setembre del 2012 i fins ben entrat l'any 2016. La trama va comportar proves falses, manipulació de dades, informes irregulars, agents secrets, filtracions interessades a la premsa, amenaces per obtenir informació confidencial i guerra judicial.
Després de la manifestació amb el lema Manifestació «Catalunya, nou estat d'Europa» de l'11 de setembre del 2012, amb un milió i mig de persones que es manifesten pels carrers de Barcelona a favor del dret a decidir, la cúpula del Cos Nacional de Policia (CNP) activa una operació secreta al marge de processos judicials i de bona part de la mateixa estructura de la policia. L'operació consistia en investigar i recopilar informació de polítics favorables a la independència de Catalunya sense cap autorització judicial. Per a fer-ho, s'utilitzaven dues vies: a través d'una unitat especial i secreta del CNP, depenent del Ministeri de l'Interior d'Espanya, i també mitjançant l'ambaixada espanyola a Andorra, dependent del Ministeri d'Afers Exteriors.
L'operació va comptar amb la complicitat mediàtica espanyola per a la difusió de les proves fabricades per a la manipulació de l'opinió pública mitjançant certs mitjans i periodistes que legitimaven els muntatges i actuaven com a eina per a impulsar les causes judicials. L'altre puntal va ser la complicitat del poder judicial. La xarxa comptava amb connexions i complicitats a la judicatura i, malgrat la gran quantitat de proves aportades sobre les irregularitats d'aquesta operació, el sistema judicial espanyol no ha impulsat investigacions profundes sobre els responsables polítics o policials.
L'Operació Catalunya és només una de les branques de l'ofensiva contra l'independentisme català. Tot i ser de les que s'havien de mantenir ocultes s'ha convertit en la més sorollosa, i ha permès conèixer alguns dels noms d'allò que s'anomenen «les clavegueres de l'estat».

## Història

### Antecedents
L'Operació Catalunya té diversos antecedents que ajuden a contextualitzar-la com una part d'un llarg historial de pràctiques parapolicials, judicials i mediàtiques destinades a frenar moviments polítics que desafiaven l'statu quo de l'Estat espanyol. Aquests antecedents inclouen:
La guerra bruta contra ETA
Durant les dècades de 1980 i 1990, l'Estat espanyol ja havia utilitzat recursos policials, parapolicials i mediàtics per combatre ETA, incloent-hi el cas GAL (Grupos Antiterroristas de Liberación), que va implicar operacions secretes, tortures, execucions extrajudicials i campanyes de desprestigi,en el que es coneix com a Guerra bruta o terrorisme d'Estat Aquesta etapa va establir el precedent d'utilitzar la policia, el sistema judicial i els mitjans de comunicació per eliminar oposició política o per justificar accions de l'Estat.
La "policia patriòtica"
Amb l'arribada del govern de José María Aznar (1996-2004), es va reforçar el concepte d'una "policia patriòtica", un cos dins la Policia Nacional que operava al marge de la legalitat per dur a terme accions polítiques encobertes.
La judicialització de l'independentisme català
Abans de l'Operació Catalunya, ja hi havia hagut intents de desacreditar i criminalitzar el moviment independentista català, especialment durant els governs de José Luis Rodríguez Zapatero (PSOE, 2004-2011) i amb les primeres tensions derivades de la retallada de l'Estatut d'Autonomia de Catalunya per part del Tribunal Constitucional el 2010.
El 30 de setembre de 2005, el Parlament de Catalunya va aprovar una proposta de nou Estatut que definia Catalunya com una "nació" i proposava un nou sistema de finançament, entre altres aspectes. Aquesta proposta va generar crítiques, principalment del Partit Popular (PP), que considerava que s'allunyava del marc constitucional vigent. Després de debats intensos, el 2006 es va aprovar un Estatut reformat, però el PP va presentar un recurs d'inconstitucionalitat davant el Tribunal Constitucional (TC). Després de quatre anys de deliberacions, el juny de 2010, el TC va emetre una sentència que retallava diversos articles de l'Estatut, afectant qüestions com la definició de Catalunya com a "nació" i aspectes relacionats amb la llengua i el finançament. Tot i que durant el govern de Zapatero no es van emprendre accions judicials directes contra líders independentistes, la intervenció del TC en l'Estatut va ser percebuda com una forma de judicialització de les aspiracions polítiques catalanes.
Les clavegueres de l'Estat
José Manuel Villarejo, un comissari polèmic implicat en múltiples casos de guerra bruta, ja havia col·laborat en operacions encobertes abans de l'Operació Catalunya, com el Cas Gürtel o maniobres per protegir alts càrrecs polítics. La col·laboració entre sectors policials i determinats mitjans de comunicació (com El Mundo) per fabricar i difondre dossiers falsos era una estratègia prèvia que es va consolidar durant aquesta operació. Villarejo, juntament amb Ignacio López del Hierro, marit de María Dolores de Cospedal, van interferir en casos com Gürtel, Umbra i Brugal per protegir interessos del Partit Popular.

### Antecedents immediats
El PP de Mariano Rajoy va aconseguir al novembre del 2011 una àmplia majoria absoluta, fet que desbaratava els plans de l'aleshores president de la Generalitat, Artur Mas, que tenia previst negociar, com l'any anterior, els pressupostos del 2012. El 25 de juliol del 2012, el Parlament va aprovar una proposta de finançament basada en un pacte fiscal amb l'Estat. Aquesta proposta comptava amb el suport de CiU, ERC i ICV, així com del PSC en la majoria de punts –excepte en la creació d'una caixa única catalana–, mentre que el PPC s'hi va abstenir. Tot quedava pendent d'una reunió entre els presidents a Madrid. Després del fracàs de les negociacions pel pacte fiscal, Artur Mas va abraçar una agenda independentista, impulsada per la manifestació de l'11 de setembre del 2012 sota el lema «Catalunya, nou estat d'Europa», que va reunir un milió i mig de persones als carrers de Barcelona per reclamar el dret a decidir. Va ser la manifestació més multitudinària de la història de Catalunya.
La setmana següent, en una reunió entre Mas i Rajoy s'evidencià una gran desavinença entre ambdós líders. Rajoy reiterà a Mas la negativa a discutir la seva proposta de pacte fiscal per a Catalunya, trencant les negociacions entre ambdós governs. En una roda de premsa posterior a la reunió, Mas reiterà la seva decisió de fer un important anunci el dia 25 de setembre, coincidint amb el debat de política general al Parlament de Catalunya.
El 27 de setembre durant el debat de política general al Parlament de Catalunya s'aprovà una resolució que instava al govern resultant de les eleccions a convocar un consulta sobre la independència de Catalunya de forma preferent abans de 2016.

### Gestació
Just l'endemà de  la massiva manifestació independentista, el 12 de setembre, hi ha una reunió de la cúpula d'Interior, encapçalada pel ministre Jorge Fernández Díaz. El ministre va determinar que calia prendre mesures i així ho va transmetre als seus col·laboradors més propers. El 10 d'octubre, Eugenio Pino, responsable de la Direcció Adjunta Operativa de la Policia Nacional, demana a Villarejo que recopili informació comprometedora sobre CiU amb l'objectiu de divulgar-la als mitjans de comunicació. El 22 d'octubre, Fernández Díaz i Pino fixen la primera estratègia: buscar comptes a l'estranger i filtrar la informació a la premsa. S'havia de fer discretament i informar dels descobriments "només al número 1", el ministre de l'Interior, Jorge Fernández Díaz.
L'Operació Catalunya es va començar a gestar de forma definitiva a partir d'una reunió mantinguda el 26 d'octubre de 2012 entre el comissari del Cos Nacional de Policia d'Espanya José Manuel Villarejo, la secretaria general del Partit Popular i presidenta de Castella-la Manxa, María Dolores de Cospedal i el seu marit, l'empresari Ignacio López del Hierro, que accepta fer d'intermediari. Mariano Rajoy, el president del govern, era coneixedor de les maniobres de les clavegueres de l'Estat contra els seus enemics polítics.

### Eleccions al Parlament
Durant la campanya per les Eleccions al Parlament de Catalunya de 2012, el 29 d'octubre, el cap de la unitat d'afers interns Marcelino Martín Blas va viatjar a Barcelona amb el comissari José Luis Olivera per intentar convèncer els fiscals anticorrupció Fernando Bermejo i Emilio Sánchez Ulled que reobrissin el cas Palau i demanessin al jutge un escorcoll a la seu de Convergència i Unió. Olivera va admetre més endavant l’existència d’una brigada contra el Procés i de la manipulació de documents i, fins i tot, se'n va atribuir el disseny.
El 6 de novembre, amb la supervisió de María Dolores de Cospedal, es produeix la primera reunió. Villarejo es reuneix amb Alicia Sánchez-Camacho, líder del PPC, per dissenyar un pla de treball sobre com aturar el procés. Sánchez-Camacho li proporciona una llista de persones a investigar. A més, li comenta la possibilitat que Victoria Álvarez, l’exparella de Jordi Pujol Ferrusola i amiga d'infància de Jorge Moragas, pugui aportar informació arran de la conversa al restaurant La Camarga. El febrer del 2017, Sánchez-Camacho va admetre que havia estat una de les primeres impulsores de l'Operació Catalunya.
El 17 de novembre esclata la primera notícia bomba: el diari El Mundo va publicar que els Pujol tenen 137 milions a la sucursal del banc Lombard a Ginebra. Uns dies després, Villarejo es reuneix amb l'empresari Javier de la Rosa, i el 6 de desembre apareix el següent torpede: De la Rosa fa unes declaracions en les quals acusa Pujol d'amenaçar-lo i de tenir comptes a l'estranger. El mateix dia, Villarejo paga 150.000 euros a Javier de la Rosa.
El 9 de desembre esclata la notícia falsa definitiva: El Mundo presenta un informe policial de la UDEF que vincula Artur Mas i Jordi Pujol amb comptes irregulars a Suïssa. El ministre de l'Interior, Jorge Fernández Díaz, va ordenar a la policia que obrís una investigació interna sobre la filtració i el suposat contingut de l'informe policial publicat per El Mundo. Fernández Díaz coneixia perfectament com s'havia gestat aquesta informació falsa, ja que el cap d'Afers Interns de la Policia Nacional d'Espanya, Marcelino Martín Blas, va assegurar en la comissió d'investigació del Congrés, que Villarejo va ser l'autor de l'esborrany fals sobre aquests comptes per evitar que CiU aconseguís la majoria absoluta a les eleccions del 2012, després d'apostar pel dret a decidir i girar cap a l’independentisme.
L'operació va ser un èxit i CiU, a qui les primeres enquestes auguraven apropar-se a la majoria absoluta amb 64-67 escons, va passar de 62 a 50 escons.

### Reunió clau
El 16 de desembre de 2012 se celebra al ministeri de l’Interior, una reunió liderada per l’aleshores ministre de l’Interior, Jorge Fernández Díaz, en la qual dona ordres clares i contundents al seu número dos, Francisco Martínez, al director adjunt operatiu, Eugenio Pino, i a Villarejo, que havien de començar a preparar un operatiu contra els Pujol Ferrusola i el president Artur Mas. Unes gravacions acrediten la direcció política de l'operació de Fernández Díaz i que un equip de jutges, la Fiscalia i mitjans de comunicació com La Razón o El Mundo, en formarien part. També queda clar a la reunió que la Unitat de Delinqüència Fiscal i Financera, la UDEF, intervindria en tots els afers relacionats amb l’operació Catalunya per «salvar el tema català». Després de la reunió, de la qual Fernández Díaz insisteix en diverses ocasions als participants que «no ha existit, és clar?».
María Dolores de Cospedal donà instruccions el març de 2013 per detectar estratègies disperses i en contradicció amb els interessos de l'estat en el procés independentista català. Els contactes es van mantenir el 2014, poc abans de la celebració de la Consulta sobre la independència de Catalunya del 2014, per intentar trobar draps bruts que inculpessin els dirigents d'ERC i CDC. De les converses es desprèn que pretenien desprestigiar i implicar els partits polítics i entitats independentistes en casos de corrupció, encara que aquests no tinguessin fonament. Els objectius de les primeres indagacions eren el president d'ERC, Oriol Junqueras, els consellers Felip Puig i Francesc Homs. Les primeres víctimes de les operacions de la trama, amb la publicació d'informacions falses van ser Artur Mas, Xavier Trias i Sandro Rosell. De novembre de 2014 a juny del 2016, es van investigar les finances i relacions familiars de 34 càrrecs catalans, a més d'empresaris com Sixte Cambra o Ramon Bagó.

### Comencen les investigacions prospectives
A partir del 2014, un equip comença a elaborar desenes d'informes amb investigacions prospectives sobre polítics, empresaris, amics, activistes, familiars, exparelles, etc. El principal objectiu era desactivar la cúpula del partit que governava i que la majoria d'enquestes deien que obtindria majoria absoluta: CiU. El primer objectiu era la família Pujol, destacant Jordi Pujol Ferrusola, a qui se'l va investigar per adquisicions d'immobles i empreses amb què podria haver col·laborat, així com per negocis als Estats Units; però cap d'aquestes indagacionsva ser incorporada posteriorment a la causa contra els Pujol a l'Audiència Nacional. Marta Ferrusola i les seves filles també van ser investigades arran de les informacions que els passava Victoria Álvarez, examant de Jordi Pujol Ferrusola. També hi va haver una investigació prospectiva a Alexandre Galofré, basada en la seva relació amb Jordi Pujol Ferrusola, perquè Galofré havia estat parella d’una germana de Mercè Gironès, exdona del primogènit dels Pujol. Se l’implicava en el cas del 3%. Incloïen també  una extensa investigació sobre els germans Martorell de la Capilla —un metge, un advocat, un antiquari i un pensionista— i Alberto Cisneros, a qui la policia atribuïa informació rellevant sobre els Mossos d'Esquadra i la família Pujol.
El maig del 2014, l'inspector de policia Bonifacio Díaz es posa en contacte amb Banca Privada d'Andorra per demanar una trobada, advertint: «En cas contrari, les coses aniran malament per al banc». El 3 de juny, el representant del Ministeri de l'Interior a Andorra, Celestino Barroso, manté una trobada amb el conseller delegat de Banca Privada d'Andorra, Joan Pau Miquel, per demanar-li informació. En reunions posteriors, Miquel comprovarà que es tracta de dades bancàries relacionades amb Pujol, Mas i Junqueras. Quatre dies després, El Mundo publica la notícia: La família Pujol va dipositar 3,4 milions d’euros en un sol mes en un banc d’Andorra. Jordi Pujol i Soley reconeix haver mantingut un compte ocult al marge del fisc durant més de trenta anys.
A banda dels Pujol, també van centrar les seves investigacions en Artur Mas i la família Rakosnik, incloent-hi la seva esposa Helena. Es buscaven moviments de capitals fora d'Espanya, basant-se en informació aportada per una font anomenada “Rosalina”. També es va indagar sobre Patrícia, la filla de Mas. Pel que fa a Xavier Trias, se li van atribuir casos de presumpta “corrupció urbanística” i al seu nebot, Jordi Cabré, se li va adjudicar un suposat paper en una operació de finançament del Procés a la Xina. El 29 de setembre del 2014, surt a la llum una possible vinculació d'Artur Mas amb un compte de la família Pujol a Liechtenstein.
Van incloure també la investigació dels béns de l’aleshores alcalde de Barcelona Xavier Trias i dels suposats comptes corrents a Suïssa. El 27 d'octubre del 2014, El Mundo publica primer que s'investiga un compte de Xavier Trias a Andorra amb un saldo de 12,9 milions d'euros. L'endemà publiquen el número del compte corrent, i dos dies després publiquen que finalment el compte és a SuÏssa. El banc suís va afirmar dies després que Trias mai havia tingut cap compte a l'entitat, i l'exalcalde va decidir presentar una querella contra els periodistes. El cas es va arxivar.
També incorporen una investigació a Joan Anton Sànchez Carreté, assessor fiscal dels Pujol, a l'exconseller Jordi Vilajoana o l’expresident del Port de Barcelona, Sixte Cambra, que es va veure involucrat en una operació de la Unitat de Delinqüència Econòmica i Fiscal (UDEF) del Cos Nacional de Policia, o Ramon Bagó.
Pel que fa a ERC, la policia va fer un informe, amb data de 6 de maig de 2015, sobre el sistema de finançament irregular d’ERC. Se centren en l'exmagistrat del TSJC, Eduard Bajet. Investiguen els seu despatx d’advocats i, de retruc, l’exconseller Xavier Vendrell i l'etern candidat a presidir el Barça Agustí Benedito. Més endavant, la Direcció Adjunta Operativa va incloure un singular informe policial que apuntava a un presumpte suport dels republicans rebut des de mesquites a Catalunya, un suport que, segons la policia, també involucrava a CDC. Paral·lelament, es va afegir un document sobre possibles xarxes de corrupció política camuflades en les fundacions d’ambdós partits, així com sobre el presumpte blanqueig de capitals per part de dirigents de CDC i ERC.
La inventiva dels informes policials no tenia límits i asseguraven tenir una gravació, en poder de l’Audiència Nacional, on s’indica que la mort de John Rosillo a Panamà podria ser en realitat un assassinat, l’autor intel·lectual del qual seria Joan Piqué Vidal, advocat de Jordi Pujol. La policia també va investigar l’activitat de l’expresident de la Diputació de Lleida Joan Reñé; de l’Ajuntament de Figueres; del consistori de Santa Cristina d’Aro; de l’empresari propietari de l’empresa de distribució Serhs, Ramon Bagó. Al director general de la Policia, Josep Lluís Trapero, se'l va investigar per una suposada relació amb el clan Jorodovich, coneguts traficants de drogues. Pel que fa a Carles Puigdemont, es va indagar la seva etapa a l’Ajuntament de Girona, sobre la compra de la col·lecció d’art d’Aigües de Girona, un cas que el fiscal Fidel Cadena va tancar argüint que no era ni una falta administrativa.
El 6 juliol de 2016, José Manuel Villarejo va revelar en seu judicial que va treballar amb Marcelino Martín Blas per aturar el procés independentista. Villarejo va admetre que ell s'encarregava d'«investigar delictes», mentre que Martín Blas es dedicava a «cites», «històries» i «captar fonts». També va assegurar que entre les fonts que havia captat Martín Blas hi havia l'exdirector de l'Oficina Antifrau de Catalunya, Daniel de Alfonso, que va ser gravat en les dues reunions que va mantenir a l'octubre del 2014 amb el ministre de l'interior espanyol, Jorge Fernández Díaz, i en la qual ambdós presumptament conspiraven per a cercar proves contra polítics independentistes catalans.
L'11 de juliol de 2016 es va fer públic un informe policial, signat per Marcelino Martín Blas, que confirmà l'existència de l'Operació Catalunya i en el qual s'afirma que una de les competències del comissari José Villarejo «durant l'última legislatura» era «el procés independentista català».
El 18 d'agost de 2016, l'expresident de Banca Privada d'Andorra, Higini Cierco, va denunciar, en seu judicial, haver rebut pressions de membres del Ministeri de l'Interior d'Espanya i dels comandaments policials espanyols per aconseguir informacions bancàries d'alguns polítics independentistes i llurs famílies. En concret, va assegurar haver rebut amenaces i xantatges per part de Celestino Barroso, agregat d'Interior a l'ambaixada d'Espanya a Andorra, i de Marcelino Martín Blas, comissari en cap del departament d'Afers Interns de la Policia Nacional espanyola. L'exadvocat dels germans Cierco, Jaume Bartumeu, confirmà les amenaces i extorsions de la policia espanyola als Cierco. El 22 d'agost de 2016, la jutge instructora del cas BPA, Canòlich Mingorance, va decidir notificar el desglossament de dues noves causes arran de les declaracions dels germans Cierco i enviar al torn ordinari d'instrucció penal les presumptes amenaces i coaccions que va exercir el Govern d'Espanya sobre els directius de la Banca Privada d'Andorra per filtrar informacions que perjudiquessin el procés independentista.
El 30 d'agost de 2016 es va fer públic que el president del Govern d'Espanya, Mariano Rajoy, va participar en l'operació per aconseguir informació de polítics catalans. El president va enviar al seu cap de Gabinet, Jorge Moragas, i al secretari d'estat de Comerç, Jaime García-Legaz, a Andorra perquè aconseguissin que els amos de la BPA lliuressin a Interior extractes bancaris, violant la legislació andorrana.

### Accions ilegals posteriors
Operació Anubis
Després de 2016, l'Operació Catalunya va continuar amb diverses actuacions judicials i filtracions mediàtiques que van afectar la imatge de diversos polítics catalans. Per exemple, el 2017, es va dur a terme l'Operació Anubis, una acció policial per desmantellar la infraestructura del referèndum d'independència de Catalunya de l'1 d'octubre de 2017. Aquesta operació va implicar registres i detencions de membres de l'administració catalana i empresaris implicats en la preparació del referèndum.
Poc després de la Vaga general catalana d'octubre de 2017, 38 militants d'Endavant, Alerta Solidària, de la Candidatura d'Unitat Popular, del Sindicat d'Estudiants dels Països Catalans i de nombrosos Comitès de Defensa de la República van ser objecte, al menys fins al primer trimestre de 2019 d'espionatge policial, sota la justificació de lluita antiterrorista.
Cas Pegasus o Catalangate
El cas Pegasus o Catalangate es va descobrir el juliol de 2021. La denúncia va ser feta per un grup d'investigadors internacionals liderats pel Forbidden Stories (un consorci internacional de periodistes) i amb el suport d'Amnistia Internacional. Aquests periodistes van obtenir accés a una base de dades de números de telèfons mòbils que eren possibles objectius d'espionatge mitjançant el programari maliciós Pegasus de la companyia israeliana NSO Group.
En l'àmbit català, el cas va agafar gran rellevància quan es va descobrir que diversos líders polítics, activistes i periodistes catalans havien estat espiats amb Pegasus des de l'any 2019, quan Grande-Marlaska era ministre. Entre ells hi havia els presidents de la Generalitat Carles Puigdemont, Pere Aragonès i Quim Torra i Artur Mas i el president del Parlament Roger Torrent.Altres polítics com Jordi Sànchez, Jordi Solé, Anna Gabriel, Ernest Maragall, Jordi Cuixart, Raül Romeva, Jordi Turull, Dolors Bassa o Marta Rovira La mà dreta de l'expresident Carles Puigdemont i director de la seva oficina, Josep Lluís Alay, també va ser espiat amb Pegasus.
Segons l'informe publicat per Citizen Lab 63 persones varen ser infectades pel Pegasus entre 2017 i 2020, mentre que 4 d'elles amb el programari de l'empresa Candiru, i almenys dues persones han estat infectades pels dos programes maliciosos.
El 26 de maig de 2022, el president del govern Pedro Sánchez va assegurar al ple del Congrés dels Diputats, que setanta policies van treballar per combatre adversaris polítics i l'independentisme català i que responsables polítics al màxim nivell com l'exministre Jorge Fernández Díaz i l'exsecretari d'estat Francisco Martínez van participar en comportaments o maniobres clarament il·legals.

## Comissions d'investigació

### Al Parlament de Catalunya
La Comissió d'investigació sobre l'Operació Catalunya es va constituir el 21 d'abril de 2017 al Parlament de Catalunya per esbrinar tot el relacionat amb l'anomenada Operació Catalunya que, segons les conclusions de la mateixa comissió, va ser una conspiració per intentar frenar la dissidència política a Catalunya, i particularment l'independentisme català i que va ser duta a terme, «almenys, durant els anys en què Jorge Fernández Díaz (2011-2016) va ser Ministeri de l'Interior d'Espanya. El seu objectiu, segons la comissió, era reduir el suport social de l'independentisme com a opció política mitjançant la desacreditació dels seus líders.
El dictamen final de la comissió de recerca es va redactar el 29 d'agost de 2017 exclusivament amb la participació dels dos grups independentistes, Junts pel Sí i Candidatura d'Unitat Popular (CUP), i el constitucionalista Catalunya Sí que es Pot; ja que la resta de grups constitucionalistes (Ciutadans, Partit Popular i Partit dels Socialistes de Catalunya (PSC) havien abandonat la comissió en diferents moments. El dictamen final de la comissió va ser aprovat pel ple del Parlament de Catalunya el 7 de setembre de 2017. Van votar a favor els dos grups independentistes i Catalunya Sí que és Pot, i en contra el Partit Popular, mentre que el PSC i Ciutadans es van abstenir.

### Al Congrés dels Diputats
El Congrés dels Diputats va aprovar la creació d'una Comissió d'investigació sobre l'Operació Catalunya al setembre de 2022,4i el 28 de març de 2023 va reiniciar-se al Congrés dels Diputats la comissió d'investigació per l'operació Catalunya després de més de mig any congelada presidida per Ferran Bel, el portaveu del PDECat. Els treballs es van suspendre des després que el President del Govern, Pedro Sánchez, decidís dissoldre les Corts Generals a conseqüència dels resultats de les eleccions municipals del 28 de maig.
La comissió d'investigació es va reactivar el setembre de 2024 com a concessió del govern socialista a Esquerra Republicana de Catalunya (ERC)en el marc de l'acord d'investidura, i s'unificà amb la comissió d'investigació sobre l'ús del programari maliciós Pegasus.Els grups van acordar els compareixents, entre ells l'expresident del govern espanyol Mariano Rajoy, l'exvicepresidenta Soraya Sáenz de Santamaría, l'exministre de l'Interior Jorge Fernández Díaz, l'exministre d'Hisenda Cristóbal Montoro i l'exlíder del Partit Popular Alícia Sánchez-Camacho, entre una vintena de persones. Els primers compareixents, el 15 d'octubre, foren l'ex secretari d'estat de Seguretat i mà dreta del ministre, Francisco Martínez i el comissari jubilat i exdirector adjunt operatiu (DAO) de la Cos Nacional de Policia (CNP) del 2012 al 2016, Eugenio Pino, que van negar l'existència de l'operació o de cap trama policial, i es van negar a respondre per protegir el seu dret de defensa. L'excomissari d'Assumptes Interns del CNP Marcelino Martín Blas va afirmar que José Manuel Villarejo va elaborar un informe fals informe de la UDEF que atribuïa comptes a l'estranger a Artur Mas, Jordi Pujol i Felip Puig per perjudicar Convergència i Unió.
El gener de 2024 pèrits dels Mossos d'Esquadra davant dels jutjats que investiguen la infiltració van corroborar que els telèfons mòbils de l'eurodiputada Diana Riba; el diputat al Parlament Josep Maria Jové i l'alt càrrec del Govern i exdiputat Sergi Sabrià van ser atacats amb el programa espia Pegasus.
El 10 de desembre de 2024 es publicà un àudio gravat el 21 de gener del 2015 en un dinar entre l'excomissari José Luis Olivera, l'excomissari José Manuel Villarejo, el llavors president del diari La Razón Mauricio Casals, l'empresari Adrián de la Joya,i el comissari José Antonio González. En la gravació es pot escoltar com es reconeix el disseny de l'Operació Catalunya.
El 21 de gener de 2025, l'agent 111.129 va acceptar ser l'autor de l'informe fals atribuït a la UDEF contra l'exbatlle de Barcelona Xavier Trias i haver participat en la trama andorrana per desprestigiar l'independentisme. En comptes de caure-li la cara de vergonya, va reconèixer que va ser premiat pel govern de Sánchez amb una destinació daurada a la Haia. També va confessar que va ser condecorat pels seus serveis amb dues medalles al mèrit policíac: una amb distintiu blanc el 2015, quan governava el PP, i una altra amb el distintiu vermell (que implica una pensió vitalícia del 10% del sou base) l'octubre del 2018, quan Fernando Grande-Marlaska ja dirigia el Ministeri d'Interior.
El març de 2025 Mariano Rajoy, María Dolores de Cospedal i Alicia Sánchez-Camacho, malgrat la multitud d'àudios que acrediten que aquell govern espanyol del PP va orquestrar una guerra bruta contra l'independentisme, van negar l'existència de l'opeació i de l'existència de la policia patriòtica, i Junts i Esquerra Republicana de Catalunya van demanar a la Fiscalia que els investigués per haver mentit en la comissió sobre l'operació Catalunya.

## Implicats
- Jorge Fernández Díaz: l'operació Catalunya es va dur a terme mentre era ministre de l'Interior i comandava la Policia Nacional. Les gravacions filtrades de les seves converses amb Daniel de Alfonso l'octubre del 2014 indiquen que dirigia la trama i que Rajoy n'estava informat. Amb De Alfonso va repassar quines investigacions d'Antifrau podien ser arguments contra els partits del procés independentista.[101]
- María Dolores de Cospedal, la secretaria general del PP dona instruccions el març de 2013 per detectar estratègies disperses i en contradicció amb els interessos nacionals en el procés català.
- Jorge Moragas: quan era cap de gabinet del president espanyol, Moragas va enviar diversos SMS a Victoria Álvarez per convèncer-la perquè expliqués tot el que sabia de la família Pujol.
- Daniel de Alfonso: mentre va dirigir l'Oficina Antifrau de Catalunya (2011-2016) es va reunir amb Fernández Díaz a Madrid per discutir quines eren les millors cartes que tenien per desmuntar l'independentisme polític. També va contractar, amb diners públics, una empresa de Giménez Raso i Redondo Rodríguez vinculada a José Manuel Villarejo i a l'operació Catalunya.
- Eugenio Pino: mentre era director adjunt operatiu de la Policia Nacional d'Espanya, just darrere d'Ignacio Cosidó, es considera que fou el titellaire que realment movia els fils de l'operació Catalunya dins la policia. Martín Blas, Fuentes Gago i, en teoria, fins i tot Villarejo seguien les seves ordres. Ara està jubilat.
- José Ángel Fuentes Gago: era la mà dreta d'Eugenio Pino i qui hauria promogut la reunió entre De Alfonso i el ministre. Va investigar l'assortit patrimoni de Villarejo i va arribar a la conclusió que no era irregular. Actualment destinat a l'ambaixada de l'Haia.
- José Manuel Villarejo, àlies Manuel Villar, comissari jubilat del Cos Nacional de Policia d'Espanya, és l'únic que ha admès l'existència de l'operació Catalunya —sense anomenar-la així—, per a la qual afirma que va treballar a través de les empreses privades que combinava amb el càrrec a la policia. Està enfrontat amb Martín Blas, des que el va voler implicar en el cas Emperador. També hauria pressionat Victoria Álvarez perquè denunciés.
- José María Clemente Marcet, àlies Clon, un financer amb qui Villarejo té negocis i que és una de les seves fonts d'informació.[22]
- Rafael Redondo Rodríguez: detectiu privat i advocat, soci habitual del comissari Villarejo, amb qui comparteix càrrec o direcció en vuit empreses, i en tretze amb el fill del comissari. També va acompanyar Victoria Álvarez a declarar a Madrid perquè denunciés els Pujol.
- Antonio Giménez Raso: policia en segona activitat i soci de l'entramat empresarial del comissari Villarejo, es feia passar per agent en actiu de la unitat policial que investiga la corrupció, sota el nom d'Andrés García, davant almenys una testimoni del cas Pujol.[102] Treballa amb Redondo en una empresa i ho va fer abans en la que va contractar De Alfonso per buscar micròfons i càmeres a Antifrau. Segons dues denúncies i una sèrie de missatges de WhatsApp, feia d'intermediari entre el nucli policial de l'operació Catalunya i els detectius Peribáñez i Tamarit, que haurien fet informes per a la trama policial antiindependentista.
- Marcelino Martín Blas, àlies Félix, mentre va ser cap d'Afers Interns de la Policia Nacional d'Espanya, va ser un dels homes forts de Pino i dirigia la unitat policial més secreta de la policia fins que Fernández Díaz el va destituir. Té una disputa oberta amb Villarejo, que el considera un home del CNI, amb qui també està enfrontat. Va viatjar a Barcelona amb Olivera el 2012 per intentar convèncer els fiscals Bermejo i Sánchez Ulled de reactivar la investigació del cas Millet, amb un esborrany d'informe apòcrif, i escorcollar la seu de CDC. Després de no aconseguir-ho es va filtrar l'esborrany, basat en informació treta d'internet. Va admetre públicament que l'operació Catalunya va existir.[31]
- José Luis Olivera Serrano, mentre era cap de la Unitat de Delictes Econòmics i Fiscals (UDEF) va viatjar amb Martín Blas a Barcelona. Posteriorment va ser director del Centre d'Intel·ligència contra el Terrorisme i el Crim Organitzat (CITCO). També va admetre l'existència de l'operació Catalunya.[103]
- María Victoria Álvarez: després d'haver tallat la relació sentimental amb Jordi Pujol Ferrusola, Álvarez va posar en marxa el 2013 el cas Pujol destapant la presumpta evasió de capital de la família davant del jutge Pablo Ruz a l'Audiència Nacional. Però quan va declarar ja feia tres anys que havia explicat molts dels fets a Sánchez-Camacho, en un polèmic dinar al restaurant barceloní La Camarga, que es va fer el juliol del 2010. El dinar es va enregistrar d'amagat en una gravació que es va acabar filtrant als mitjans de comunicació. Alvarez estava a sou dels fons reservats de l’Estat a canvi del seu testimoni.[104]
- Alícia Sánchez-Camacho: mentre fou presidenta del PP català va conèixer les irregularitats dels Pujol, com a mínim tres anys abans que es duguessin als jutjats, arran del dinar de La Camarga amb Álvarez. Allà li va dir que tenia bons contactes amb la policia i informava de tot Rajoy i Moragas. Tot i assegurar no saber que Método 3 havia gravat la conversa amb Álvarez, va aturar el procés judicial contra l'agència de detectius amb un acord.
- Javier de la Rosa: advocat i empresari que és una de les principals fonts del comissari Villarejo sobre els Pujol, i hauria pogut cobrar fons reservats a canvi de fer d'informador. Va aportar a la causa judicial dades sobre el fill gran dels Pujol. Redondo el va acompanyar a declarar davant del jutge Ruz.
- Francisco Nicolás Gómez Iglesias: més conegut com el Petit Nicolás, és un estudiant de dret que s'hauria fet passar per col·laborador del CNI, del govern de Rajoy i de la monarquia espanyola. Va gravar com oferia diners a De la Rosa a canvi d'informació sobre els Pujol. El van arrestar l'octubre del 2014 i el primer mitjà que ho va comunicar va ser un digital vinculat a Villarejo.
- Julián Peribáñez i Antonio Tamarit: detectius de Método 3 que haurien fet seguiments de polítics catalans i comandaments dels Mossos per a l'operació Catalunya.[11]
- Celestino Barroso, agregat d'Interior a l'ambaixada d'Espanya a Andorra. Va tenir un paper clau en l’operació contra la BPA.[105]
- Bonifacio Díez Sevillano, àlies Boni, agregat d'Interior a l'ambaixada d'Espanya a Andorra. Encarregat de la trama andorrana i de la connexió Maracaibo.[106]

## Justícia
Malgrat que diversos mitjans han difós una gran quantitat d'informacions sobre les activitats de la xarxa, no s'han emprès accions legals, tret d'un jutge de primera instància a Madrid i la fiscalia provincial hagin acceptat una querella presentada per l'empresari Sandro Rosell. Tant la Fiscalia com la Justícia no han mostrat gens d'interès per esclarir els fets, tot i que moltes de les manipulacions es van difondre durant el procés electoral, amb l'objectiu de distorsionar-lo. Les víctimes de l'operació Catalunya han intentat, sense èxit, portar el cas a la via judicial. Els jutges les han tombat una vegada darrere l'altra.
De fet, molts membres de la policia patriòtica van poder gaudir, després de l’entrada de Grande-Marlaska al ministeri, de destins a llocs internacionals, com delegacions a l’estranger.
El desembre del 2024, L'Audiència va rebutjar la querella del CEO de la BPA, Joan Pau Miquel, contra alts càrrecs policials i d'Interior del govern de Jorge Fernández Díaz per presumptes amenaces i maniobres per obtenir dades financeres de líders independentistes, vinculades al tancament de la BPA i Banco Madrid.